# بيجو 107
بيجو 107 هي سيارة المدينة التي تنتجها شركة بيجو الفرنسية لصناعة السيارات وأطلقت في يونيو 2005.
وقد تم تطوير 107 من قبل مشروع B-صفر من بسا بيجو سيتروين في مشروع مشترك مع تويوتا. وسيتروين C1 وتويوتا أيجو هي شارة هندسيا إصدارات نفس السيارة، على الرغم من أن Aygo لديه المزيد من التفاصيل الاختلافات من C1. بنيت الثلاثة في المرافق الجديدة من تويوتا بيجو سيتروين السيارات التشيكية مشروع مشترك في مدينة كولين، جمهورية التشيك.
وهو أربعة مقاعد، وهو متاح كما ثلاثة أو خمسة هاتشباك الباب. وحلت سيارة 107 محل 106، التي توقفت عن الإنتاج في يوليو 2003 بعد اثنى عشر عاما. وتظهر الرؤية الخلفية لبيجو 107 مجموعات ضوء الذيل التي تتشاركها مع سيتروين سي 1، ولكن ليس مع تويوتا أيغو.
في يناير 2010، أعلنت بسا بيجو سيتروين أنها تذكر «أقل من 100,000 وحدة» من 107 وسيتروين C1، في أعقاب استدعاء تويوتا في جميع أنحاء العالم لدواسة التعجيل الشائكة الخاطئة - التي يتأثر أيغو. في ظل ظروف معينة، يمكن أن دواسة عصا في موقف الاكتئاب جزئيا، أو العودة ببطء إلى وضع إيقاف.

## فاسليتس
في فبراير 2009، تلقت بيجو 107 عملية تجميل لتتوافق مع النظرة الجديدة التي أعطيت لسيتروين C1 وتويوتا أيغو. وكانت التغييرات الجمالية الوحيدة التي تم إجراؤها على المصد الأمامي والداخلية وعجلات الديكورات.
المصد الآن الرياضة ما تشير إلى بعض بيجو «فم كبير» نظرة.وقد تم نقل موضع لوحة الأرقام من الشريط الأسود في منتصف الشبكة (التي لديها الآن شريط على غرار الكروم تشغيل على طول ذلك) تحت الشبكة نفسه وتم إضافة اثنين من فتحات الجانب لإعطاء السيارة نظرة محدثة.
الداخلية لديها الآن المزيد من الخيارات من الأقمشة للمقاعد والرسومات على الكونسول الوسطي قد تغيرت قليلا. ويمكن العثور على التحسينات الأخرى التي أدخلت على السيارة في المحرك الذي ينتج الآن 106 غراما من ثاني أكسيد الكربون في الكيلومتر الواحد مقابل 109 قبل، وقد تم تحسين الاقتصاد في استهلاك الوقود دورة الحضرية الموحدة  من 61 ميلا في الغالون -imp (4.6 لتر / 100 كم؛ 51 ميلا في الغالون -US ) إلى 62.8 ميلا في الغالون -imp (4.50 لتر / 100 كم، 52.3 ميلا في الغالون -US ). [ التوضيح مطلوب ]
في بداية عام 2012، تلقى 107 عملية تجميل إضافية. ويتميز الآن بونيه جديدة والمصد الأمامي / شواء مع أضواء النهار تشغيل متكاملة. وشهدت الداخلية إدخال عجلة القيادة الجلدية وجيروب جديد على الزخارف على مستوى أعلى.

## الموثوقية
إحصاءات انهيار ذكرت من قبل نادي السيارات الألماني مايو 2010 وضعت بيجو 107 (الذي بيانات مجمعة مع سيتروين C1 و تويوتا أيجو ) في الجزء العلوي من فئة السيارات شبه صغيرة فيما يتعلق معدلات الاختراق الهبوطي منخفضة حققت للسيارات الذين تتراوح أعمارهم بين 1 و 4 سنوات.  (كانت القاعدين درجة و شيفروليه ماتيز(سيارات عمرها 0-3) وذات المقعدين الذكية (سيارات عمرها 4-5.  )

### السلامة
| ورو نكاب ‏ نتائج الاختبار                    | ورو نكاب ‏ نتائج الاختبار | ورو نكاب ‏ نتائج الاختبار |
| ------------------------------------------- | ------------------------ | ------------------------ |
| سيتروين C1 1.0 خمسة أبواب لد هاتشباك (2005) |                          |                          |
| اختبار                                      | أحرز هدفاً                | تقييم                    |
| الكبار:                                     | 26                       |                          |
| الطفل:                                      | 37                       |                          |
| مشاة:                                       | 14                       |                          |

| ورو نكاب ‏ نتائج الاختبار                                       | ورو نكاب ‏ نتائج الاختبار | ورو نكاب ‏ نتائج الاختبار |
| -------------------------------------------------------------- | ------------------------ | ------------------------ |
| تويوتا أيجو 1.0 درجة عالية، دكتوراه في العلوم الإنسانية (2012) |                          |                          |
| اختبار                                                         | نقاط                     | ٪                        |
| بصورة شاملة:                                                   |                          |                          |
| الكبار:                                                        | 25                       | 68٪                      |
| الطفل:                                                         | 36                       | 73٪                      |
| مشاة:                                                          | 19                       | 53٪                      |
| مساعدة السلامة:                                                |                          |                          |

## محركات
| محرك البنزين | محرك البنزين | محرك البنزين | محرك البنزين                                         | محرك البنزين                                    | محرك البنزين       | محرك البنزين                      | محرك البنزين | محرك البنزين                |
| نموذج        | محرك         | الإزاح       | قوة                                                  | عزم الدوران                                     | 0-100 كم / ساعة، s | السرعة القصوى                     | ملحوظة       | CO 2الانبعاثات (غرام / كلم) |
| ------------ | ------------ | ------------ | ---------------------------------------------------- | ----------------------------------------------- | ------------------ | --------------------------------- | ------------ | --------------------------- |
| 1.0i 12V     | I3           | 996 سم مكعب  | 69.7 بس (51 كيلوواط، 69 حصان) @ 6000 دورة في الدقيقة | 93 N · m (69 رطل · قدم) @ 3600 دورة في الدقيقة  | 13.7               | 158 كم / ساعة (98 ميلا في الساعة) |              | 106                         |
| محرك ديزل    |              |              |                                                      |                                                 |                    |                                   |              |                             |
| نموذج        | محرك         | الإزاح       | قوة                                                  | عزم الدوران                                     | 0-100 كم / ساعة، s | السرعة القصوى                     | ملحوظة       | CO 2الانبعاثات (غرام / كلم) |
| 1.4HDi 8V    | I4           | 1398 سم مكعب | 55 بس (40 كيلوواط، 54 حصان) @ 4000 دورة في الدقيقة   | 130 N · m (96 رطل · قدم) @ 1750 دورة في الدقيقة | 15.6               | 154 كم / ساعة (96 ميل في الساعة)  |              | 109                         |

## استبدال
تم استبدال 107 ببيجو 108 الذي تم إطلاقه في يوليو 2014. 

## معرض

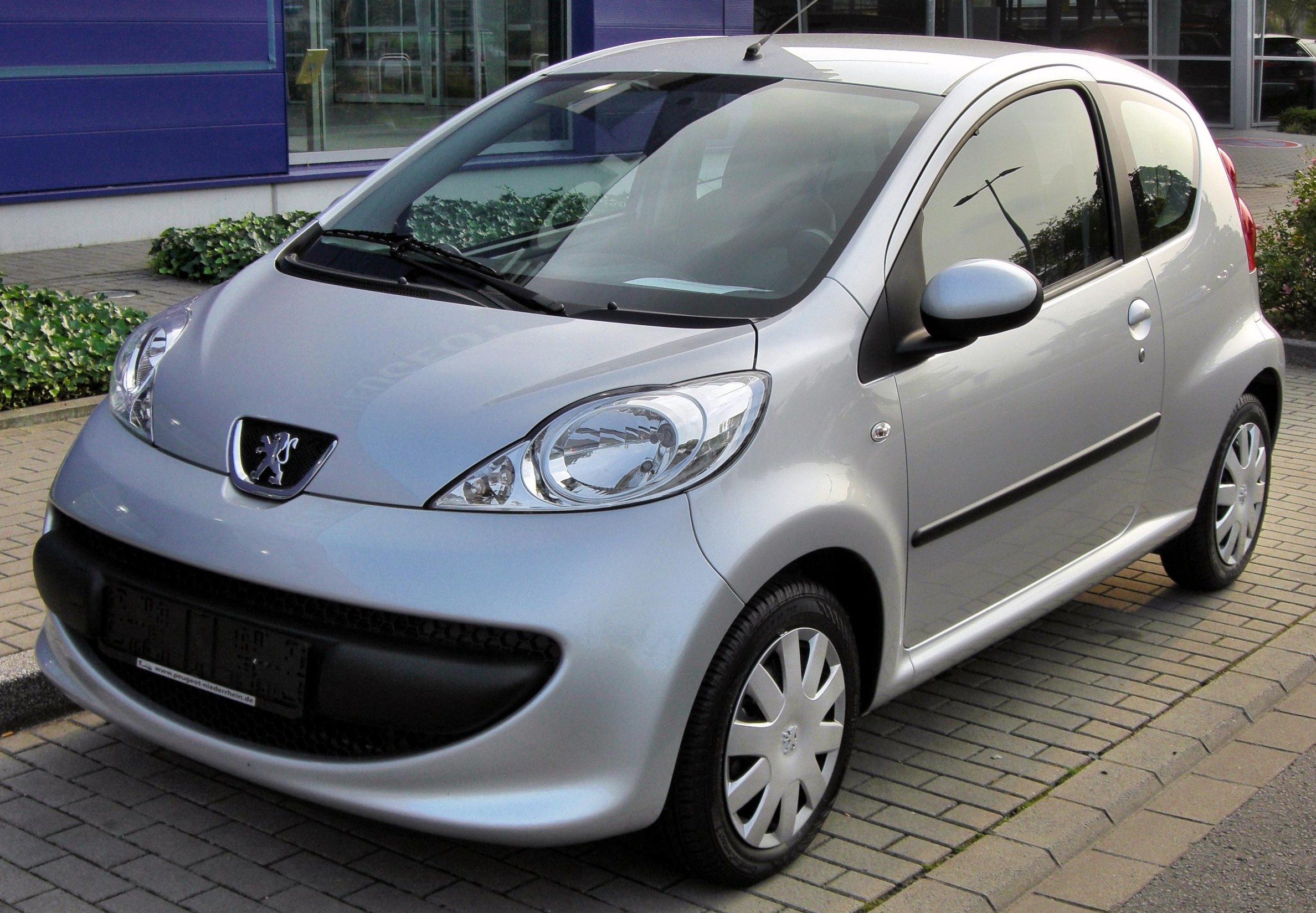
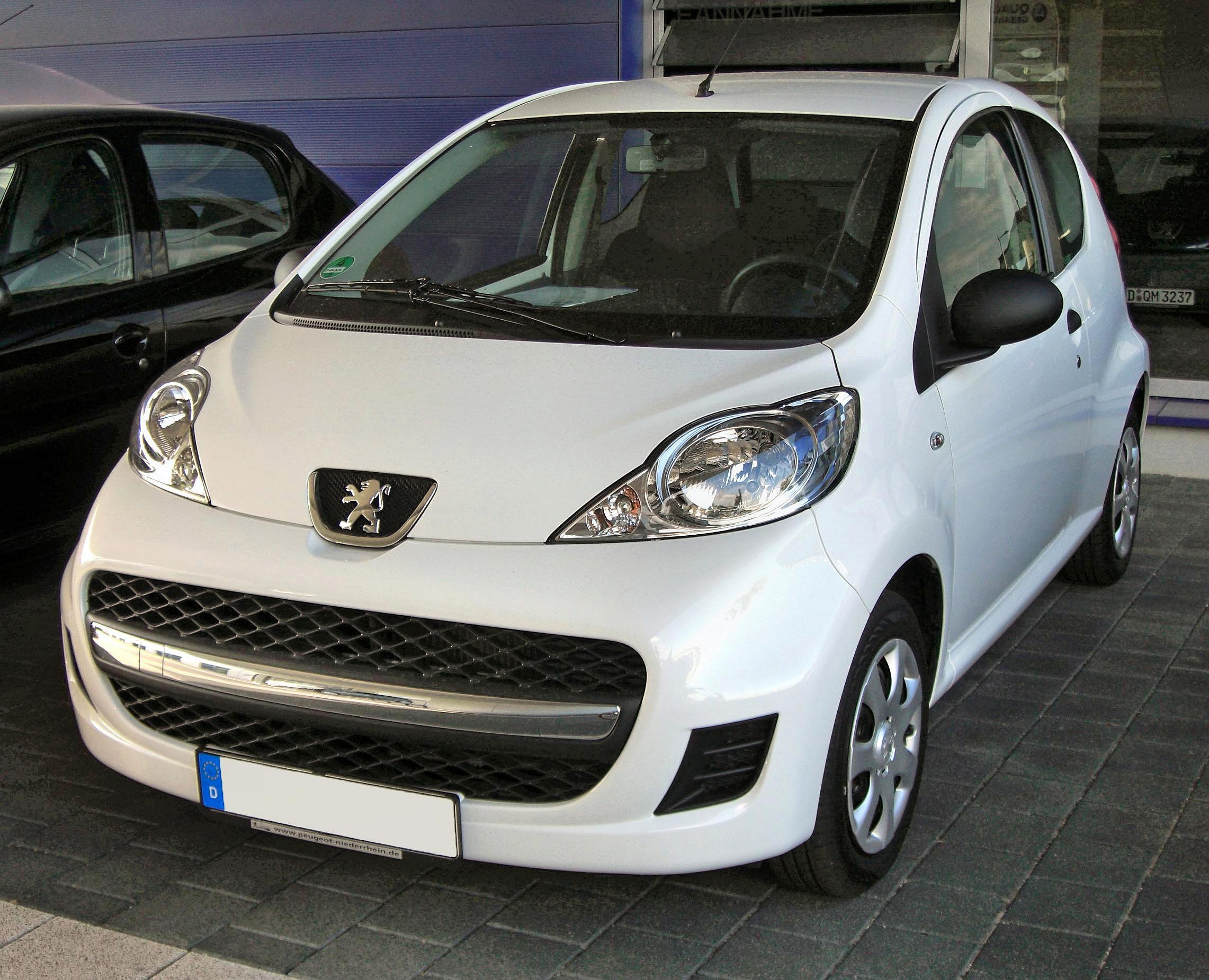
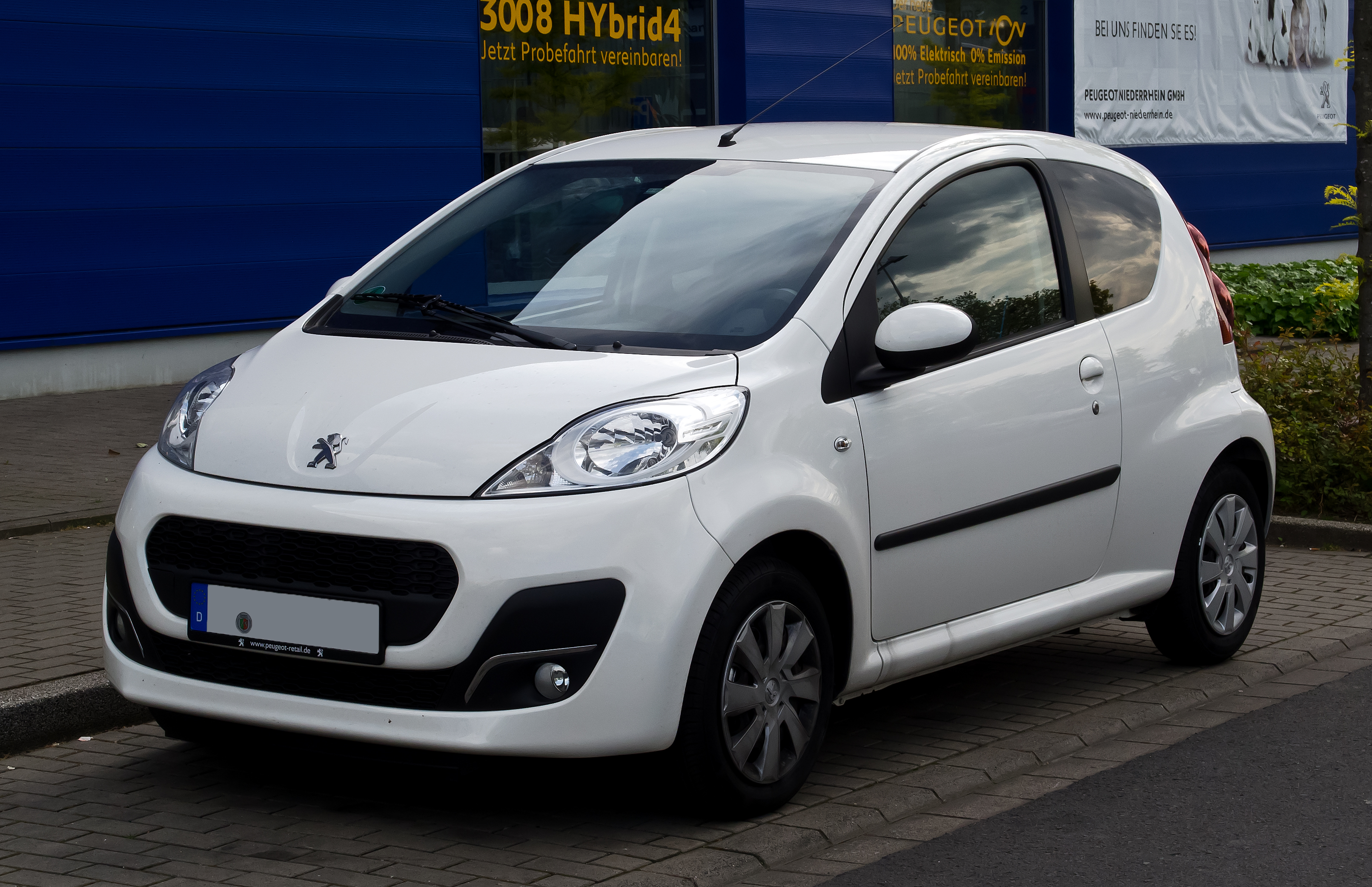

## المبيعات والإنتاج
| عام  | الإنتاج العالمي | المبيعات في جميع أنحاء العالم | ملاحظات                                      |
| 2005 | TBA             | 34,600                        |                                              |
| 2006 | TBA             | 101,700                       |                                              |
| 2007 | TBA             | 104,400                       |                                              |
| 2008 | TBA             | 106,500                       |                                              |
| 2009 | 116,100         | 118,600                       |                                              |
| 2010 | 110,550         | 111,900                       | تم إنتاج جميع 107S في مصنع تيكا في عام 2010. |
| 2011 | 91,308          | 92,093                        | وبلغ إجمالي الإنتاج 666,917 وحدة.            |
| 2012 | 74,900          | 76,400                        | بلغ إجمالي الإنتاج 741,800 وحدة.             |